# 2018年12月台湾
| << | 2018年12月 （民國107年） | >> |    |    |    |    |
| \| 日 \| 一 \| 二 \| 三 \| 四 \| 五 \| 六 \| \| \| \| \| \| \| \| 1 \| \| 2 \| 3 \| 4 \| 5 \| 6 \| 7 \| 8 \| \| 9 \| 10 \| 11 \| 12 \| 13 \| 14 \| 15 \| \| 16 \| 17 \| 18 \| 19 \| 20 \| 21 \| 22 \| \| 23 \| 24 \| 25 \| 26 \| 27 \| 28 \| 29 \| \| 30 \| 31 \| \| \| \| \| \| |                          |    |    |    |    |    |
| 臺灣新聞動態／維基新聞 |                          |    |    |    |    |    |
| 世界／中国大陆／臺灣 |                          |    |    |    |    |    |
| 日 | 一                       | 二 | 三 | 四 | 五 | 六 |
| |                          |    |    |    |    | 1  |
| 2 | 3                        | 4  | 5  | 6  | 7  | 8  |
| 9 | 10                       | 11 | 12 | 13 | 14 | 15 |
| 16 | 17                       | 18 | 19 | 20 | 21 | 22 |
| 23 | 24                       | 25 | 26 | 27 | 28 | 29 |
| 30 | 31                       |    |    |    |    |    |

## 12月6日
- “翻”以10,929票当选2018年台湾年度代表字。[1][2]

## 12月7日
- 反日本核災區食品進口公投案以779万1,856票数過關，日本外相河野太郎回应称，台湾加入“跨太平洋夥伴全面進展協定”（CPTPP）的愿望恐怕会破灭。[3][4][5][6]

## 12月9日
- 藍色隧道在華山1914文化創意產業園區完成作品《星星也需要休息》，被發現壁畫中的月亮圖案與藝術家劉銘軒的《月來月好》作品相似，而遭對方提告，經臺灣臺北地方檢察署查驗後依違反《著作權法》起訴[7][8]。

## 12月12日
- 台南市政府文化局宣布，已完成分級轄下館藏文物，總計1萬203件，耗時四年[9]。
- 雲林縣環境保護局表示，2018年1月至10月，資源回收總量已達5萬1,888公斤，較2017年同期成長2.67倍[10]。

## 12月13日
- 行政院通過多項修法，包括旨在打擊假訊息在網路流傳的「數位通訊傳播法」（通傳法）在內的條例草案送交立法院審議；法例生效後，散播假訊息者最重可判無期徒刑。由多個主流網路平臺組成的亞洲互聯網聯盟（Asia Internet Coalition）向行政院院長賴清德發表公開信，對修法可能影響臺灣人民言論自由表示關切，促請當局重新考慮[11]。

## 12月18日
- 行政院農業委員會動植物防疫檢疫局同日公布最新修正法令「違反動物傳染病防治條例第三十四條第二項規定案件裁罰基準」，將首次犯行裁罰金調高至新台幣20萬元，原12月14日公布的總統令「修正動物傳染病防治條例第四十五條之一」其首次犯行裁罰金最低為新台幣一萬元，被外界質疑罰則太輕，而再次修正相關條例。[12][13][14]
- 立法院三讀通過《司法院大法官審理案件法》條文修正並更名為《憲法訴訟法》，除將司法院大法官審理案件程序司法化、裁判化、法庭化外，亦降低立法委員聲請釋憲及大法官作成解釋之門檻，並建立裁判憲法審查制度。[15][16]

## 12月24日
- 教育部同意由管中閔出任國立臺灣大學校長，但仍要求該校於三個月內就遴選程序之瑕疵及爭議提出檢討報告。[17][18]

## 12月25日
- 教育部同意由管中閔出任國立臺灣大學校長後，部長葉俊榮向行政院院長賴清德請辭獲准。[19][20]

## 12月27日
- 內政部移民署發佈，集體脫逃的越南旅客152人，已捕獲三人，其餘脫逃旅客持續循線追查中[21]。

## 12月28日
- 行政院院長賴清德與立法院院長蘇嘉全就立法委員選區變更一事協商並達成共識，區域立委部分臺南市、新竹縣各增加一席，高雄市、屏東縣則各減少一席，自第十屆立法委員選舉起適用，至於選區變更後之選區劃分細部調整，則有待後續協商。[22][23]

## 12月29日
- 觸媒漲35倍引覬覦 中油桃園煉油廠內賊運走700萬[24]

## 12月30日
- 國銀新南向 曝險1.5兆[25]

## 12月31日
- 洗錢防制法上路 變全民資料更新運動？帳戶遭控管惹民怨[26]
- 金門縣金沙鎮田埔海岸發現豬屍，經行政院農業委員會家畜衛生試驗所檢驗為非洲豬瘟陽性，而其病毒株基因片段與中國大陸之病毒株相似度達100％，可能係自中國大陸海飄而來。[27][28]